# Papilio xuthus
Papilio xuthus es una especie de mariposa de la familia Papilionidae. Se encuentra en el nordeste de Asia, Corea, Japón, y Hawái.

## Descripción
De mediano tamaño, de color amarillo y con cola prominente. Tiene una envergadura de alas de 45 a 55 mm.
Es común en áreas urbanas, suburbanas, en los bosques y huertos de naranjos.

## Distribución
Norte de Birmania, sur de China, Japón (de Hokkaidō a Islas Yaeyama), Taiwán, Guam, Islas Ogasawara, Corea, costa de Siberia, e Islas Hawái.

## Especies similares
- Papilio machaon tiene similar presencia y colorido, sin embargo, las orugas son de diferente color.

## Galería

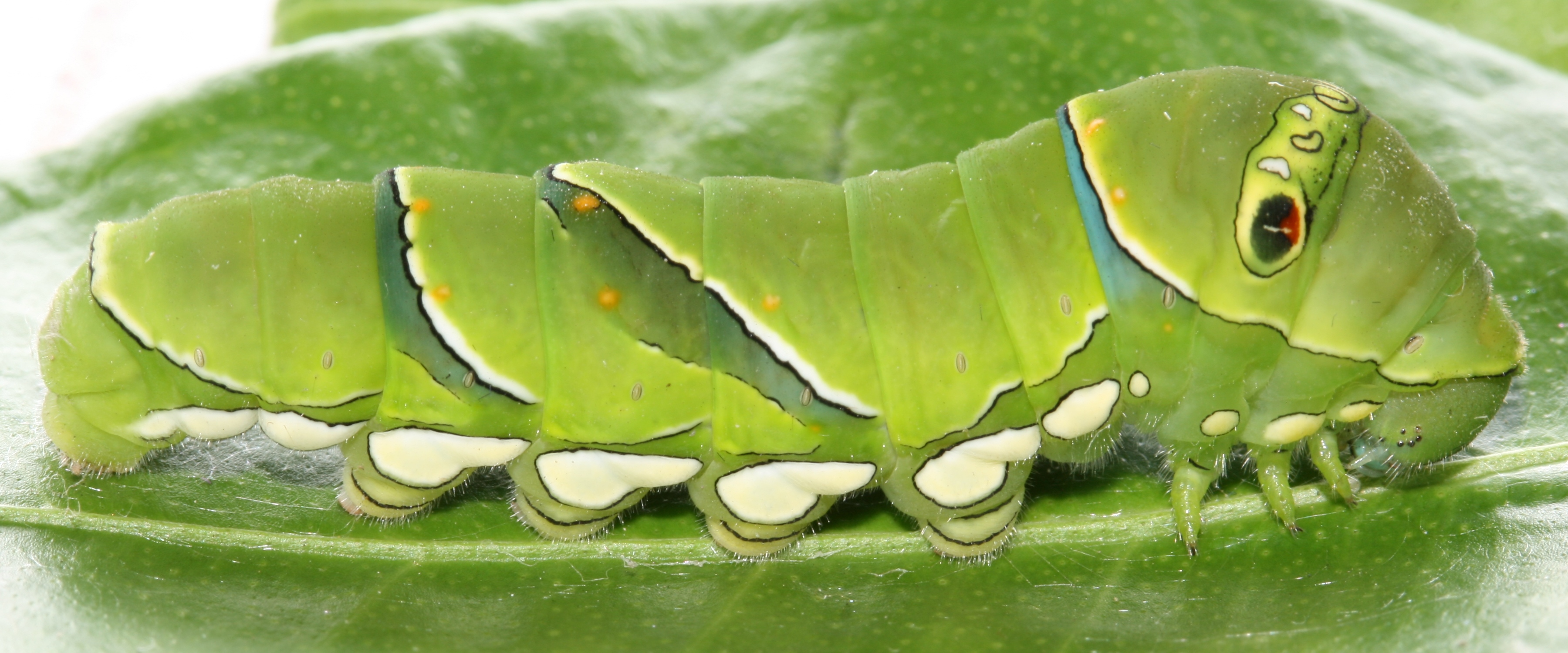
Oruga
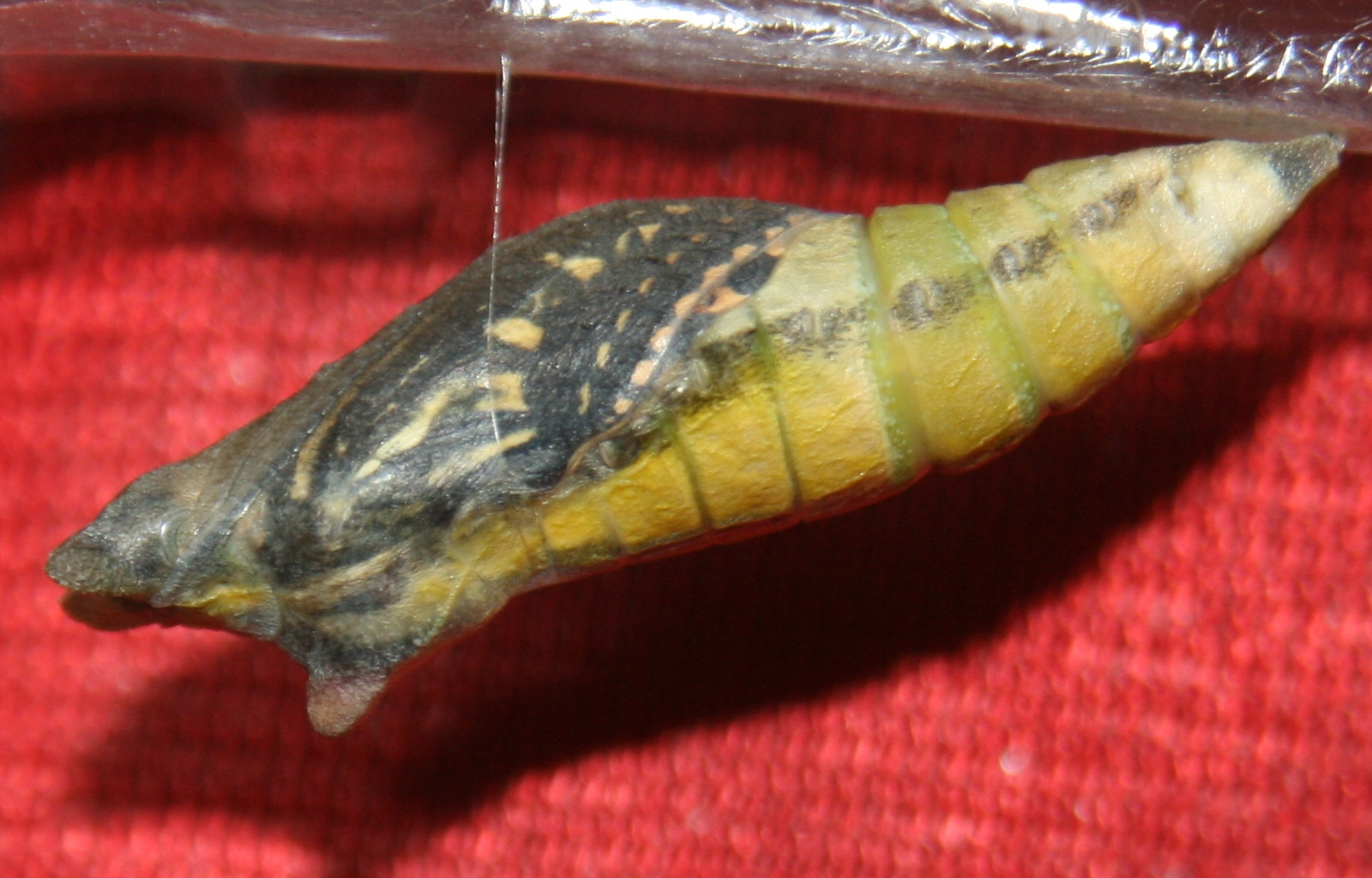
Pupa
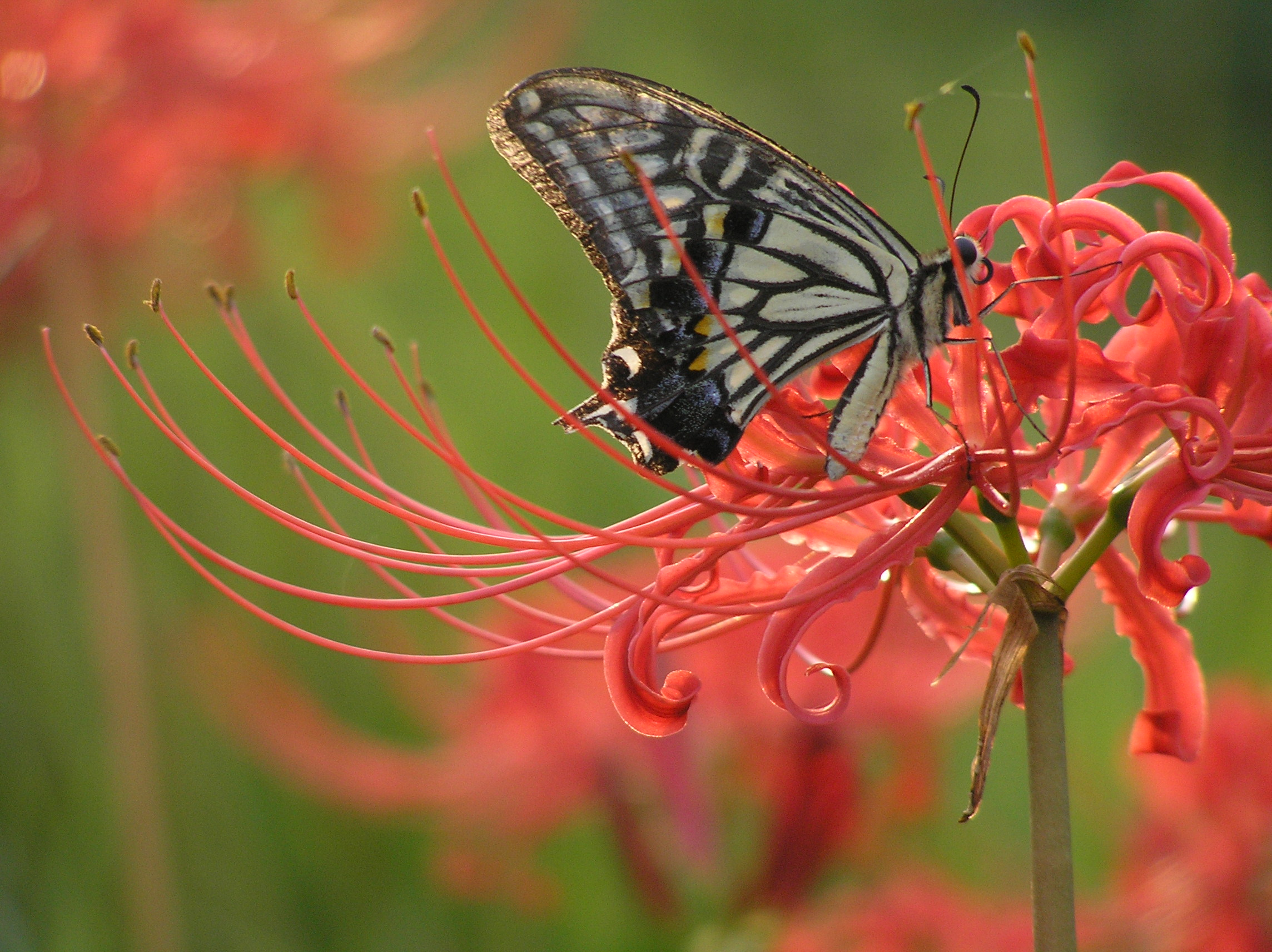
en Lycoris radiata

## Plantas hospederas
Las larvas se alimentan de especies de la familia Rutaceae. Incluidas:
- Phellodendron amurense[1]
- Poncirus trifoliata[1]
- Zanthoxylum spp, como Zanthoxylum piperitum, Zanthoxylum nitidum[1] y Zanthoxylum ailanthoides[1]
- Especies de Citrus cultivados[1] tales como mandarina y Yuzu
- Euodia ruticarpa[1]